# 罗夫诺耶 (萨拉托夫州)
罗夫诺耶（羅馬化：Rovnoye）是俄罗斯萨拉托夫州的市级镇，为该州罗夫诺耶区行政中心及规模最大聚居地。地处萨拉托夫州南部，在州府萨拉托夫南方，靠近该州与伏尔加格勒州的州界。该镇坐落于伏尔加河左岸，另有一条小河在该镇注入伏尔加河。
该地2022年人口有4,226人；2010年人口4,538；2002年人口5,267；1989年人口5,559。